# Johann Maria Farina
Pour les articles homonymes, voir Farina.
Johann Maria Farina (né le 28 mars 1958 à Cologne, Allemagne) est un chef d´entreprise allemand, parfumeur et pharmacien.

## Biographie
Johann Maria Farina est le fils ainé du fabricant d´Eau de Cologne Johann Maria Farina (1927-2005) et de la designer et la parfumeur Tina Farina.
Après son service militaire chez les cuirassés, il poursuivit sa formation dans le commerce l´industrie puis une formation de parfumeur pour ensuite poursuivre et terminer des études pharmaceutiques à Bonn.
Depuis 1999, Johann Maria Farina est le directeur de l´entreprise de la plus ancienne maison du parfum et de l´Eau de Cologne qui se nomme Jean Marie Farina vis-à-vis de la place Juliers fondée en 1709,,.
Il est le descendant direct du fondateur et il est la huitième génération de l´entreprise.
Depuis le 17 octobre 2005, Johann Maria Farina est un ambassadeur économique de la ville de Cologne.
Johann Maria Farina est officier de réserve avec le grade de pharmacien en chef.